# Little, Brown and Company
Little, Brown and Company è una casa editrice statunitense fondata da Charles Coffin Little e dal suo socio James Brown nel 1837 all'inizio della presidenza di Martin Van Buren. Dal 2006 è entrata a far parte del gruppo Hachette Book Group USA.

## Storia

### XIX secolo
L'azienda era inizialmente specializzata nella trattatistica legale e nei titoli d'importazione. Per molti anni fu la casa editrice statunitense più grande in ambito legale e la più attiva nell'importare leggi inglesi standard e opere miscellanee, introducendo i compratori americani all'Enciclopedia Britannica di William Smith
Little e Brown pubblicarono anche le opere Works of Daniel Webster e History of the United States di George Bancroft, La Storia di Ferdinando e Isabella di William H. Prescott, il primo libro di poesie di Jones Very a cura di Ralph Waldo Emerson, Lettere di John Adams e le opere di James Russell Lowell e di Francis Parkman.
La Little, Brown and Company ha edito gli United States Statutes at Large (Stat.) all'inizio del 1845 dietro concessione del Congresso USA a seguito di una joint resolution, concessione poi assegnata nel 1874 al Government Printing Office, che da quel momento ne ha la responsabilità di produzione.
Nel 1853 Little e Brown cominciarono a pubblicare le opere dei poeti inglesi da Chaucer a Wordsworth. In cinque anni furono pubblicati in serie novantasei volumi. Nel 1859 divenne socio dell'azienda John Bartlett che possedette i diritti della sua opera Familiar Quotations, ristampata in quindicesima edizione nel 1980, 125 anni dopo la sua pubblicazione. Negli anni 90 dell'800 l'azienda operò maggiormente nell'editoria generale. Nel 1896 veniva pubblicato Quo vadis?.

### XX secolo
Alla morte di John Murray Brown, il figlio di James Brown, avvenuta nel 1908, James W. McIntyre divenne managing partner. Morto McIntyre nel 1913, nel 1925 l'azienda stipulò un accordo per pubblicare tutti i libri di The Atlantic Monthly. L'accordo durò fino al 1985. Durante questo periodo Atlantic Monthly Press/Little Brown pubblicarono The Adams Family di James Truslow Adams, Mutiny on the Bounty di Charles Nordhoff e James Norman Hall, Goodbye, Mr. Chips di James Hilton, Drums Along the Mohawk di Walter D. Edmonds, Strade blu di William Least Heat-Moon, The Soul of a New Machine di Tracy Kidder, Il giovane Holden di J.D. Salinger.
Altre figure di primo piano che videro le proprie opere pubblicate dall'azienda furono Nagaru Tanigawa, Donald Barthelme, Louisa M. Alcott, Catherine Drinker Bowen, Bernie Brillstein, Thornton Burgess, Hortense Calisher, Bruce Catton, A. J. Cronin, Peter De Vries, J. Frank Dobie, C. S. Forester, John Fowles, Malcolm Gladwell, Pete Hamill, Cynthia Harrod-Eagles, Lillian Hellman, Oliver Wendell Holmes, Sr., Henry Kissinger, Elizabeth Kostova, Norman Mailer, William Manchester, Nelson Mandela, John P. Marquand, Masters and Johnson, Stephenie Meyer, Rick Moody, Ogden Nash, Edwin O'Connor, Erich Maria Remarque, Alice Sebold, David Sedaris, George Stephanopoulos, Gore Vidal, David Foster Wallace, Evelyn Waugh, P. G. Wodehouse, James Patterson e Herman Wouk.
La sigla venne acquistata nel 1968 dalla Time Inc. e fece parte del Time Warner Book Group quando Time si fuse con Warner Communications per formare la Time Warner nel 1989.
Nel 1992 l'azienda si estese nel Regno Unito.

### XXI secolo
Nel 2006 il Time Warner Book Group fu acquistato dalla Hachette Livre. La sigla della Little, Brown è ora utilizzata dalla casa editrice statunitense Hachette Book Group USA.
Nel maggio del 2006 la casa editrice è stata al centro di una cattiva pubblicità a causa di accuse di plagio rivolte a Kaavya Viswanathan per il suo romanzo How Opal Mehta Got Kissed, Got Wild, and Got a Life